# Arne Lundeborg
Arne Lundeborg, född 22 oktober 1919 i Hedemora, död 4 februari 2002 i Stockholm, var en svensk försäkringsman och direktör.

## Biografi
Lundeborg avlade studentexamen 1939, reservofficersexamen 1941 och därefter blev han student vid Schartaus Handelsskola. Han började sin civila karriär som revisorsassistent vid Sjöåkers revisonsbyrå 1943 och anställdes vid Thulebolagen 1944 och blev direktör där 1959.
År 1966 anställdes han vid Skandiakoncernen som ekonomidirektör och var där sedan verkställande direktör 1971–81 samt styrelseledamot fram till 1982.
Lundeborg gifte sig år 1945 med Dagny Norberg.